# Jean Espert
Jean Espert, né le 21 octobre 1758 à Saint-Quentin-la-Tour (Ariège), mort le 19 octobre 1832 à Roumengoux (Ariège), est un homme politique de la Révolution française. 

## Biographie
La France devient une monarchie constitutionnelle en application de la constitution du 3 septembre 1791. Le même mois, Jean Espert, alors membre du district de Mirepoix, est élu député suppléant du département de l'Ariège, le premier sur deux, à l'Assemblée nationale législative. Il n'est cependant pas appeler à siéger.  
La monarchie prend fin à l'issue de la journée du 10 août 1792 : les bataillons de fédérés bretons et marseillais et les insurgés des faubourgs de Paris prennent le palais des Tuileries. Louis XVI est suspendu et incarcéré, avec sa famille, à la tour du Temple.  
En septembre 1792, Jean Espert, alors procureur-syndic de Mirepoix, est élu député du département de l'Ariège, le quatrième sur six, à la Convention nationale.  
Il siège sur les bancs de la Montagne. Lors du procès de Louis XVI, il vote la mort, et rejette l'appel au peuple et le sursis à l'exécution de la peine. Le 13 avril, il est absent lors du scrutin sur la mise en accusation de Jean-Paul Marat. Le 28 mai, il vote contre le rétablissement de la Commission des Douze.  